# إقليم مينسك
إقليم مينسك (بالبيلاروسية: Менская вобласць )‏ هي منطقة في روسيا البيضاء، في روسيا البيضاء، والاتحاد السوفيتي، تقع في روسيا البيضاء، وجمهورية بيلاروس السوفيتية الاشتراكية، بلغ عدد سكانها 1,417,303 نسمة وذلك حسب إحصائيات سنة 2016، عاصمتها مينسك، تبلغ مساحتها 40,800 كيلومتر مربع.

## الموقع
تشترك في الحدود مع:
- بريست أوبلاست
- أوبلاست جردونه
- موغيليوف أوبلاست
- غومل أوبلاست
- فيتسبك أوبلاست
- مينسك.

## التقسيمات الإدارية
- Barysaw district [الإنجليزية]‏
- Byerazino district [الإنجليزية]‏
- Valozhyn district [الإنجليزية]‏
- Vileyka district [الإنجليزية]‏
- Dzyarzhynsk district [الإنجليزية]‏
- Kapyl district [الإنجليزية]‏
- Klyetsk district [الإنجليزية]‏
- Krupki district [الإنجليزية]‏
- Lahoysk district [الإنجليزية]‏
- Lyuban district [الإنجليزية]‏
- Maladzyechna district [الإنجليزية]‏
- Minsk district [الإنجليزية]‏
- Myadzyel district [الإنجليزية]‏
- Nyasvizh district [الإنجليزية]‏
- Pukhavichy district [الإنجليزية]‏
- Salihorsk district [الإنجليزية]‏
- Slutsk district [الإنجليزية]‏
- Smalyavichy district [الإنجليزية]‏
- Staryya Darohi district [الإنجليزية]‏
- Stowbtsy district [الإنجليزية]‏
- Uzda district [الإنجليزية]‏
- Chervyen district [الإنجليزية]‏
- جودزينا.